# Municipio de Pigeon (Carolina del Norte)
El municipio de Pigeon (en inglés: Pigeon Township) es un municipio ubicado en el  condado de Haywood en el estado estadounidense de Carolina del Norte. En el año 2010 tenía una población de 5.546 habitantes.

## Geografía
El municipio de Pigeon se encuentra ubicado en las coordenadas 35°28′53.38″N 82°55′7.48″O / 35.4814944, -82.9187444.